# Atherigona grisea
Atherigona grisea är en tvåvingeart som beskrevs av Malloch 1923. Atherigona grisea ingår i släktet Atherigona och familjen husflugor. Inga underarter finns listade i Catalogue of Life.